# Bates Motel
Bates Motel je dramska televizijska serija koju su kreirali Carlton Cuse, Kerry Ehrin i Anthony Cipriano, a producirao Universal Television za televizijski kanal A&E.
Serija je prequel filma Psiho iz 1960., te prikazuje život Normana Batesa i njegove majke Norme prije događaja koji su prikazani u Hitchcockovom filmu, mjesto radnje je izmišljeni gradić ("White Pine Bay, u Oregonu," za razliku od filma koji je smješten u gradiću "Fairvale", u Kaliforniji) vrijeme radnje je moderno doba, današnje vrijeme. Serija započinje smrću Norminog muža, pa ona kupuje motel smješten na priobalju Oregona da ona i Norman započnu novi život.
Serija je snimana u Aldergroveu, u Britanskoj Kolumbiji, u Kanadi, a premijerna epizoda prikazana je u Americi, 18. ožujka 2013. Televizijska kuća A&E odlučila je preskočiti Pilot serije, te su odmah prešli na glavnu radnju serije za koju su odlučili da će imati 10 nastavaka.
8. travnja 2013., A&E je obnovila Bates Motel za drugu sezonu, koja je trajala od 3.ožujka do 5.svibnja 2014. 7.travnja 2014. Motel Bates je obnovljen za svoju treću sezonu, koja je premijeru imala 9.ožujka 2015.
Vera Farmiga i Freddie Highmore primili su velike pohvale za svoje performanse.

## Glumačka postava

### Glavni glumci
- Vera Farmiga kao Norma Bates
- Freddie Highmore kao Norman Bates
- Max Thieriot kao Dylan Massett, Normanov polubrat
- Olivia Cooke kao Emma Decody
- Nicola Peltz kao Bradley Martin
- Nestor Carbonell kao šerif Alex Romero
- Kenny Johnson kao Caleb Calhoun

### Sporedni glumci
- Mike Vogel kao Deputy Zack Shelby (1.sezona)
- Ian Hart kao Will Decody (1.sezona)
- Jere Burns kao Jake Abernathy (1.sezona)
- Jillian Fargey kao Maggie Summers (1.sezona)
- Terry Chen kao Ethan Chang (1.sezona)
- Brittney Wilson kao Lissa (1.sezona)
- Hiro Kanagawa kao Dr. Kurata (1.sezona)
- Diana Bang kao Jiao (1.sezona)
- Keegan Connor Tracy kao gđica Blair Watson (1.sezona-danas)
- Keenan Tracey kao Gunner (1.sezona-danas)
- Ian Tracey kao Remo (sezone 1,2)
- Richard Harmon kao Richard Sylmore (sezone 1,2)
- Aliyah O'Brien kao Regina (sezone 1,2)
- Kathleen Robertson kao Jodi Morgan (2.sezona)
- Michael Vartan kao George Heldens (2.sezona)
- Rebecca Creskoff kao Christine Heldens (2.sezona)
- Paloma Kwiatkowski kao Cody Brennan (2.sezona)
- Michael O'Neill kao Nick Ford (2.sezona)
- Michael Eklund kao Zane Morgan (2.sezona)
- Tracy Spiridakos kao Annika Johnson (3.sezona)
- Ryan Hurst kao Chick Hogan (3.sezona)
- Joshua Leonard kao James Finnigan (3.sezona)
- Kevin Rahm kao Bob Paris (3.sezona)

## Produkcija
Carlton Cuse je naveo seriju Twin Peaks kao ključ inspiracije za Bates Motel, govoreći: "Mogu reći da smo donekle raspodijelili Twin Peaks... Ako želite istinu, odgovor je da. Obožavao sam tu seriju. Snimili su samo 30 epizoda. Kerry i ja htjeli smo nadodati još 70."
Replika originalnog seta motela iz filma izgrađena je u Aldergroveu, u 272 Street. Original je smješten u Universal Studios Hollywood u Los Angelesu.
Scenarist Bill Balas ima cističnu fibrozu, pa mu je to bila inspiracija da lik Emme Decody ima istu bolest.

## Vanjske poveznice
- Stranica serije
- Bates Motel u internetskoj bazi filmova IMDb-a